# Lurgrotte

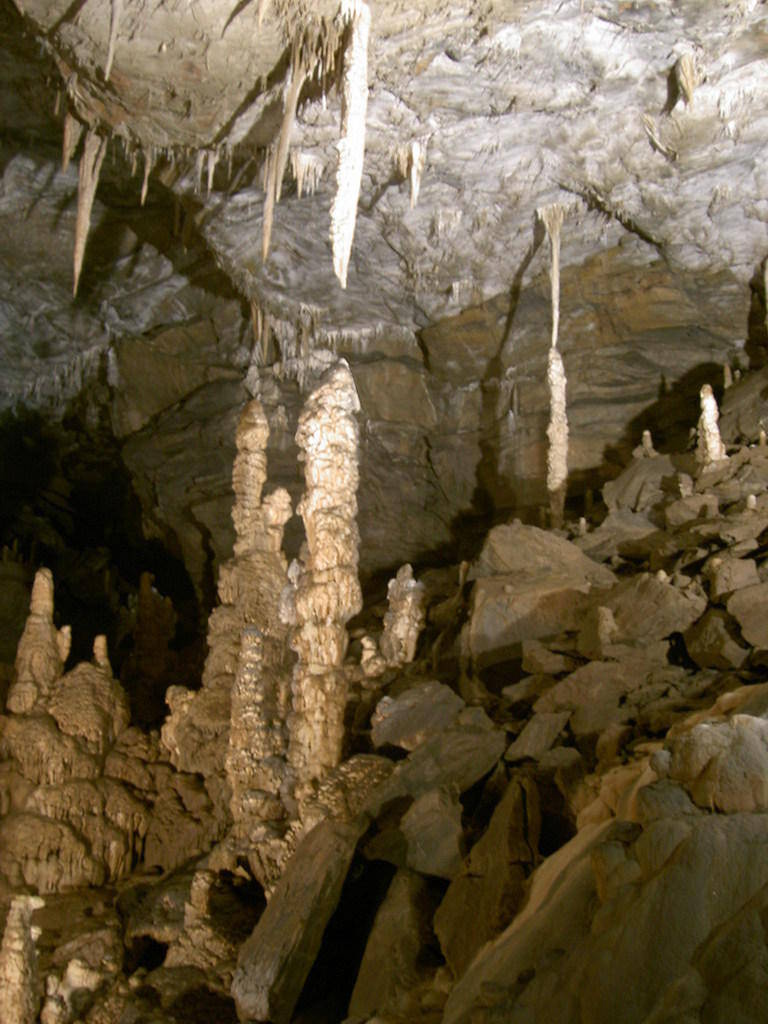
Lurgrotte, ett österrikiskt naturminne.

Lurgrotte är den största droppstensgrottan i Österrike. Den ligger i distriktet Graz-Umgebung och förbundslandet Steiermark, i den östra delen av landet, 130 km sydväst om huvudstaden Wien och ungefär 25 km norr om Graz. Lurgrotte ligger 702 meter över havet. Grottan genomkorsar Tanneben, ett karstområde mellan orten Semriach och Peggau. Genom grottan rinner bäcken Lurbach från Semriach och träder åter i dagen i källan Hammerbachquelle vid Peggau. Bäcken rinner sedan vidare till floden Mur.

## Utforskningshistoria
Officiellt upptäcktes grottan av den italienske grottforskaren Max Brunello 1 april 1894. Riktigt känd blev Lurgrotte egentligen först genom en olycka 29 april 1894, när sju grottforskare trots kraftigt regn gick in i grottan. Genom att vattnet steg i därinne blev grottforskarna instängda i nio dagar. Först efter ett ingripande av kejsar Frans Josef I startades en krävande räddningsaktion med över 1000 deltagare, bland annat dykare, som kunde rädda de instängda ur grottan.
På 1920-talet arbetade grottforskaren Hermann Mayer tillsammans med sin far för att göra "Smältgrottan" tillgänglig i den del av grottan som har sin ingång vid Peggau. Dessutom försökte de hitta en förbindelse mellan Peggau-delen av grottan och motsvarande del vid Semriach. 26 november 1924 blev vägen däremellan i princip öppnad genom en sprängning, men först 1935 var möjligt att ta sig fram där.
Den 23 maj 1926 utforskade den kvinnliga grottforskaren Poldi Fuhrich schakt genom rekognoscering inne i grottan. Efter henne uppkallades Poldi-Fuhrich-Dom, som finns ännu djupare in i berget.
Den första fullständiga genomkorsningen av den ungefär fem kilometer långa grottan genomfördes 1935. Under den följande tiden började man att med hjälp av gångbroar och stollgångar bygga ut Lurgrotte som turistgrotta. 1962 blev det möjligt för besökare att vandra genom hela grottan, tills ett oväder 1975 spolade bort delar av utbyggnaderna. Numera kan man med speciella guidningar gå cirka två kilometer i Lurgrotte från båda hållen.

## Webbkällor
- Lurgrotte – Semriachsidan
- Lurgrotte – Peggausidan

Den här artikeln är helt eller delvis baserad på material från tyskspråkiga Wikipedia, 30 maj 2016.